# КБ-2УТ
КБ-2УТ е български учебно-тренировъчен самолет, произвеждан в Самолетна фабрика „Капрони Български“ – Казанлък. Това е вторият тип самолети, произвеждан в нея след създаването ѝ – през 1933 г. е произведена серия от 8 машини.

## Създаване
КБ-2УТ е произвеждан на базата на едноместния вариант на италианския Caproni Ca.113, като го преповтаря почти изцяло, но геометричните му характеристики са увеличени с 10 % и е поставена втора кабина. За разлика от италианските самолети, които са със звездообразен двигател с въздушно охлаждане Piaggio Stella (мощност 272 kW/370 hp), на българските машини са поставяни три различни типа редови двигатели с водно охлаждане: BMW IVa (184 kW/250 hp), Junkers L2 (169 kW/230 hp) и V-образен Hispano-Suiza (184 kW/250hp). Тези двигатели от времето на Първата световна война са подарени от Германия и, макар и морално остарели, са използвани от българската авиационна промишленост, която все още не може да си позволи закупуването на съвременни образци.

## Техническо описание
КБ-2УТ представлява двуместен биплан със смесена конструкция. Тялото е изпълнено като ферма от стоманени тръби, върху които са наложени летви и рамки; сечението е кръгло. Крилата са с еднаква разпереност, двунадлъжникови, правоъгълни в план, с елиптични крилни дъги; изработени са от дърво и са обшити с импрегниран плат. Обшивката на тялото е смесена: до зоната зад кабините е от дуралуминиева ламарина, на опашната част е от импрегниран плат.

## Експлоатация
КБ-2УТ (УТ – Учебно-Тренировъчен) е официално приет за експлоатация със заповед № 102 от 2 юли 1934 г. Предназначен за подготовка на летци и наблюдатели (щурмани), този самолет се оказва не много удачен като конструкция. Съчетанието между по-слабите (но тежки) двигатели и увеличените габарити и собствена маса на самолета е една от предпоставките за не особено добрите експлоатационно-летателни характеристики на машината. Тези двигатели са остарели, сложни за обслужване, охладителната им система е с незадоволително качество, а големината им силно ограничава видимостта на пилота напред. Оказва се още, че колесникът на самолета е несполучливо конструиран и при кацане се създава опасност от преобръщане на машината по гръб. Пилотите са недоволни и от допълнително поставената втора кабина, която е изключително тясна и неудобна.

## Тактико-технически характеристики
- Разпереност горно/долно крило – 11,54 m
- Дължина:
  - с двигател Junkers L2 и BMW IV – 8,50 m
  - с двигател Hispano-Suiza – 8,27 m
- Носеща площ – 31,87 m2
- Маса празен:
  - с двигател Junkers L2 и BMW IV – 985 kg
  - с двигател Hispano-Suiza – 955 kg
- Стартова маса – около 1450 kg
- Скорост максимална:
  - с двигател BMW IV – 210 km/h
  - с двигател Junkers L2 – 197 km/h
  - с двигател Hispano-Suiza – 199 km/h
- Скорост минимална – 83 km/h
- Таван – 5500 m
- Далечина на полета – около 550 km